# Colibrí diamant de gorja rosa
El colibrí diamant de gorja rosa (Heliodoxa gularis) és una espècie d'ocell de la família dels troquílids (Trochilidae) que habita els boscos dels turons de l'est dels Andes, al sud-est de Colòmbia, est de l'Equador i nord del Perú.